# Bernardo Johannes Bahlmann
Dom Frei Bernardo Johannes Bahlmann O.F.M. (Visbek, 10 de dezembro de 1960) é um frade alemão radicado no Brasil. Atualmente é bispo da Diocese de Óbidos.

## Biografia
- Chegada ao Brasil: 12 de agosto de 1983[1]
- Entrada no Postulantado: 1 de maio de 1984 em Guaratinguetá, SP.
- Entrada no Noviciado: 10 de janeiro de 1986 em Rodeio, SC.
- Emissão dos Primeiros Votos: 10 de janeiro de 1987 em Rodeio, SC.
- Profissão Solene: 4 de outubro de 1991 em Agudos, SP.
- Ordenação Diaconal: 7 de dezembro de 1995 em Petrópolis, RJ, por Dom João Brás de Aviz, então Bispo-Auxiliar de Vitória, ES, e hoje Prefeito da Congregação para os Institutos de Vida Consagrada, em Roma.
- Ordenação Sacerdotal: 12 de julho de 1997 em Visbek, Alemanha, por Dom Reinhard Lettmann, Bispo de Münster, Alemanha.

## Nomeação episcopal
O Papa Bento XVI anunciou a nomeação de Frei Johannes Bernhard Bahlmann, frade da Província da Imaculada Conceição do Brasil, como bispo para a Prelazia de Óbidos, no Pará.

### Ordenação episcopal
Foi ordenado no dia 9 de maio de 2009 na Catedral de São Paulo, na cidade de Münster. O principal sagrante foi o bispo de Münster, D. Felix Genn, acompanhado de 14 bispos.

### Posse na Prelazia de Óbidos
No dia 23 de maio de 2009, tomou posse na Prelazia de Óbidos. A Celebração Eucarística foi realizada na Praça de Sant'Ana.